# Angelo Rinaldi
Angelo Rinaldi (Bastia, 17 giugno 1940 – Parigi, 7 maggio 2025) è stato uno scrittore, critico letterario e giornalista francese di origine corsa.

## Biografia
Figlio di Pierfrancesco Rinaldi e Antonietta Pietri, crebbe in Corsica prima di diventare giornalista. Lavorò al Nice-Matin e al Paris-Jour come reporter e cronista giudiziario prima di imporsi come autore di romanzi e come critico letterario dalla penna particolarmente pungente, suscitando tanta ammirazione quanta avversione.
Successivamente Angelo Rinaldi lavorò a L'Express, Le Point e Le Nouvel Observateur per poi diventare direttore letterario de Le Figaro e responsabile del Figaro littéraire, incarico che ha mantenuto fino al ritiro nel 2005.
Angelo Rinaldi, in quanto critico letterario, tributò la sua ammirazione a scrittori (definiti da lui "rari") che fece riscoprire a un pubblico più vasto: François Augieras, Marguerite Audoux, Olivier Larronde, Fritz Zorn, Elizabeth Taylor, Jean Rhys, Italo Svevo.
Nella raccolta Service de presse (1999) apparvero temi ricorrenti, in particolare il suo amore per la poesia, i romanzi noir d'ambientazione statunitense, la purezza della lingua francese e la ferocia verso gli autori "alla moda": (Marguerite Duras, Albert Cohen, Alain Robbe-Grillet, Philippe Sollers, Julia Kristeva, Philippe Djian, Michel Houellebecq, Christine Angot). Sulle pagine di L'Express, egli manifestò la sua avversione per Georges Simenon, col titolo: «Simenon: le zéro de la pensée» nel 1979, nel 1992 e nel 2012
Nel 1971 fu insignito del Prix Femina. Per la sua opera ricevette nel 1994 il Prix littéraire de la Fondation Prince-Pierre-de-Monaco. Altri premi da lui conseguiti furono il Prix Marcel Proust e il Prix Fénéon. 
Il 21 giugno 2001 fu eletto al primo turno all'Académie française, nella quale occupò il ventesimo seggio, sostituendo José Cabanis.
Nel mese di aprile 2007 fu nominato cavaliere della Legion d'onore.
Nel marzo 2011, si dimise dalla presidenza dell'associazione Défense de la langue française per protestare contro l'assegnazione di un premio a Éric Zemmour, in seguito alla condanna del giornalista polemista (per provocazione alla discriminazione razziale).
Il 26 gennaio 2018 fu iniziato in Massoneria nella loggia di Parigi "Fraternité-Pasquale Paoli", appartenente al Grande Oriente di Francia.

## Omaggi
- Nel 1994 lo scrittore Salim Jay gli dedicò una delle sue opere, Pour Angelo Rinaldi.

## Opere
Molte delle sue opere non sono state tradotte in italiano. L'elenco pubblicato di seguito comprende tutte le opere di Rinaldi, con l'indicazione dell'editore italiano e il codice ISBN quando esistono versioni tradotte.
- La Loge du gouverneur, 1969. Prix Fénéon nel 1970.
- La Maison des Atlantes, 1971. Prix Femina.
- L'Éducation de l'oubli, 1974.
- Les Dames de France, 1977.
- La Dernière Fête de l'Empire, 1980. Prix Marcel Proust
  - L'ultima festa dell'Empire (Sellerio, 1985, ISBN 88-389-0264-X).
- Les Jardins du consulat, 1985.
- Les Roses de Pline, 1987.
  - Le rose di Plinio (Sellerio, 1991, ISBN 88-389-0689-0).
- La Confession des collines, 1990.
- Les jours ne s'en vont pas longtemps, 1993.
- Dernières Nouvelles de la nuit, 1997.
- Service de presse, 1999.
- Tout ce que je sais de Marie, 2000.
- Où finira le fleuve, 2006.
- Résidence des étoiles, Fayard, 2009
- Dans un état critique, Les Empêcheurs de penser en rond/La Découverte, 2010
- Les souvenirs sont au comptoir, Fayard, 2012
- Torrent, Fayard, 2016
- Laissez-moi vous aimer, théâtre, Pierre-Guillaume de Roux, 2018